# Jean-Baptiste de Saint-Ours Deschaillons
Jean-Baptiste de Saint-Ours Deschaillons, né en octobre 1669 à Saint-Ours en Nouvelle-France, mais baptisé seulement l'année suivante en 1670 et mort le 8 juin 1747 à Québec, est un officier et capitaine des troupes de la Marine. Il fut commandant du fort Kaministiquia et du Fort Détroit. 

## Biographie
Jean-Baptiste de Saint-Ours Deschaillons était le fils du capitaine Pierre de Saint-Ours Deschaillons, commandant du fort Chambly et de Marie Mullois. Il s'engagea dans l'armée et commença son service militaire en 1688. En 1690, il fut nommé enseigne.
En 1693, il fut promu lieutenant. En 1695, il est envoyé en mission à la tête d'un groupe d'une quinzaine d'Amérindiens en territoire ennemi pour capturer des colons. Il revint avec quatre prisonniers dont un Hollandais. 
En 1702, il est élevé au grade de lieutenant, puis capitaine le 9 juin 1708. 
Le 25 novembre 1705, Jean-Baptiste de Saint-Ours Deschaillons se marie avec Marguerite Legardeur de Repentigny, fille de Pierre Legardeur de Repentigny et d'Agathe de Saint-Père et petite-fille de Jean-Baptiste Legardeur de Repentigny.
En 1708, il participa, au côté de Jean-Baptiste Hertel de Rouville, à la tête d'une troupe d'une centaine de soldats et de dizaine d'Amérindiens, à un nouveau raid contre la Nouvelle-Angleterre. Ils quittèrent Montréal le 26 juillet 1708 en direction de Haverhill, ville frontière de la province de la baie du Massachusetts sur la rivière Merrimack. Cette ville avait déjà été prise par les Français lors d'un précédent raid en 1697.
En 1717, il est envoyé en mission dans le territoire des Amérindiens Outaouais.
En 1721, il est nommé commandant du fort Kaministiquia, fonction qu'il assurera jusqu'en 1726.
En 1728, il fut nommé commandant du Fort Pontchartrain du Détroit, où il servit pendant deux ans.
En 1730, Jean-Baptiste de Saint-Ours Deschaillons reçut la croix de Saint-Louis.
En février 1731, il est nommé major de la ville de Québec en remplacement de Claude-Michel Bégon de la Cour nommé major de trois-Rivières.
En 1733, il est nommé lieutenant de roi en remplacement de François Le Verrier de Rousson mort en 1732.
Jean-Baptiste de Saint-Ours Deschaillons vécut de ses investissements dans le commerce de la fourrure et dans le commerce immobilier, ses revenus militaires ainsi que l’aide de l’État lui permirent de vivre selon son statut de noble. Il eut neuf enfants, cinq filles et quatre fils.
Jean-Baptiste de Saint-Ours Deschaillons mourut le 8 juin 1747 à Québec.